# Robert Nissen
Robert Nissen (* 9. Januar 1891 in Flensburg; † 6. März 1969 in Münster) war ein deutscher Kunsthistoriker und von 1934 bis 1945 Direktor des Landesmuseums für Kunst- und Kulturgeschichte in Münster.

## Leben und Wirken
Robert Nissen wurde 1891 als Sohn des Arztes und Sanitätsrates Wilhelm Nissen und seiner Frau Emma, geb. Beckmann, in Flensburg geboren. Im Anschluss an seine Schullaufbahn studierte er die Fächer Germanistik, Englisch, Kunstgeschichte und Geschichte an den Universitäten Heidelberg, München, Freiburg, Göttingen, Berlin und Kiel.
Sein Abschluss verzögerte sich jedoch durch den Einzug in den Ersten Weltkrieg: Nissen diente von 1914 bis 1918 als Leutnant der Reserve der Feldartillerie an der Westfront, unter anderem in Lothringen bei Stellungskämpfen bei Flirey, bei der Schlacht an der Somme, den Höhenzug Chemin des Dames und bei Verdun. Er überlebte den Ersten Weltkrieg und erhielt das Eiserne Kreuz I. und II. Klasse. Danach kehrte er zu seinem Studium zurück und konnte 1920 sein Staatsexamen an der Universität Kiel ablegen. 1925 legte er seine Dissertation mit dem Titel Die Plastik in Brandenburg a.H. von ca. 1350 bis ca. 1450 im Fach Kunstgeschichte vor. Nachdem er zunächst als hilfswissenschaftlicher Mitarbeiter am Kunstgeschichtlichen Seminar der Universität Berlin und am Museum der Hamburgischen Geschichte der Universität Hamburg gearbeitet hatte, trat er im Dezember 1927 die Stelle als Direktorial-Assistent am Landesmuseum für Kunst- und Kulturgeschichte in Münster an.

### Karriereaufstieg unter dem NS-Regime

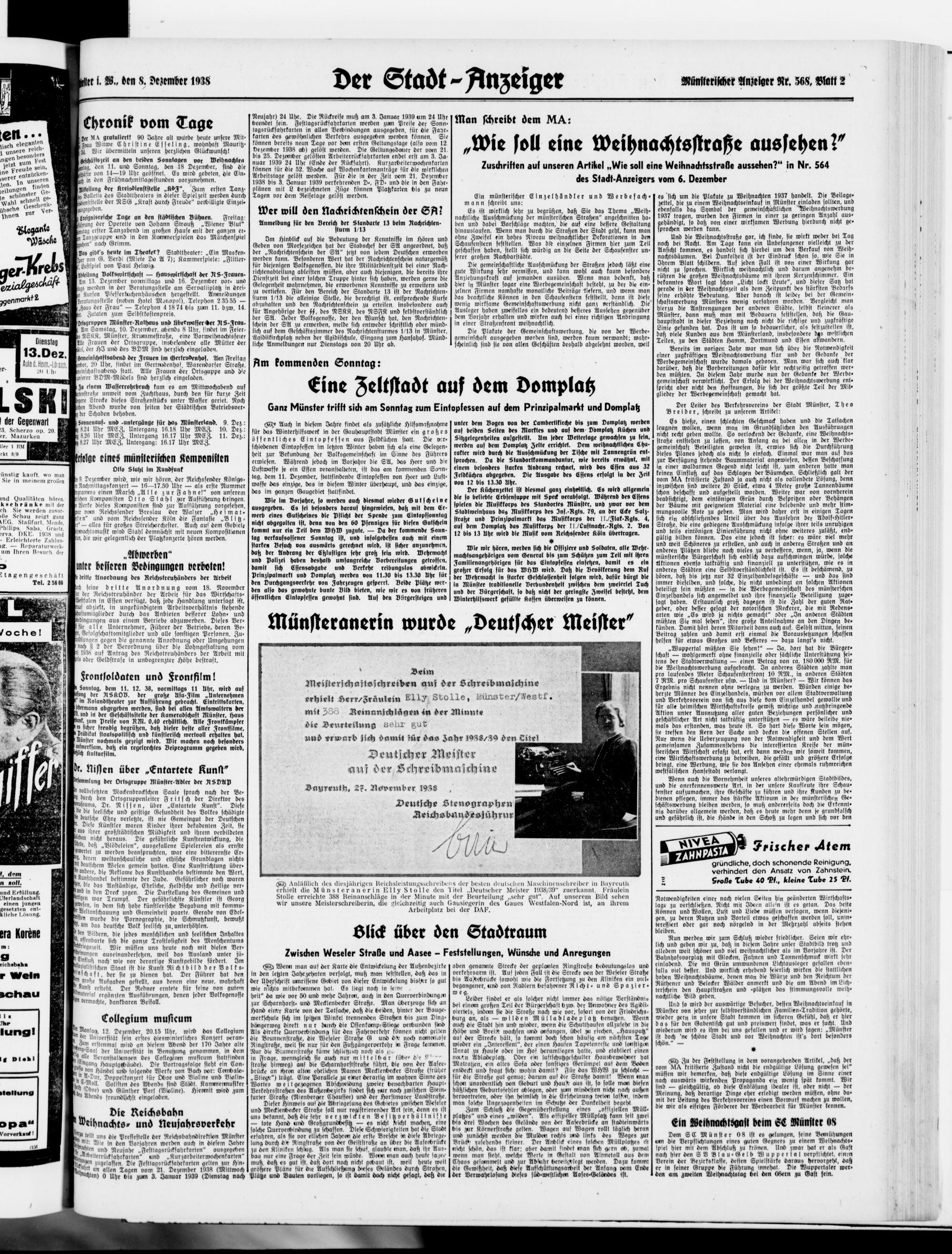
Bericht über Vortrag des Dr. Robert Nissen über Entartete Kunst vor der Ortsgruppe Münster-Adler der NSDAP

Infolge der Machtergreifung und Gleichschaltung durch die Nationalsozialisten wollte der Kulturdezernent des Provinzialverbands der Provinz Westfalen Ernst Kühl das Konzept des Landesmuseums zugunsten des damals modernen Gedankens der Volksbildung umgestalten. Dabei sollte unter anderem ein größerer Fokus auf die Kunst der Gegenwart gelegt werden, was unter der Leitung von Max Geisberg schwierig gewesen wäre. So galt Robert Nissen als favorisierter Nachfolger, er war zum 1. Mai 1933 der NSDAP beigetreten (Mitgliedsnummer 3.570.248) und ein ambitionierter Mitarbeiter, der Kühls Erwartungen entsprach. Im November 1933 wurde Nissen vom Landeshauptmann Karl Friedrich Kolbow in Gegenwart des Personaldezernenten Gerhard Bommel und Ernst Kühl seine Ernennung zum Direktor des Landesmuseums mitgeteilt. Die Durchsetzung dieser Entscheidung ließ sich jedoch nicht so schnell vollziehen wie geplant, da sich eine angestrebte Entlassung oder Zwangspensionierung Geisbergs aufgrund gesetzlicher Hürden und des hohen Ansehens des Direktors nicht so einfach durchsetzen ließ. Diese Verzögerung traf Nissen „völlig unerwartet und fast unbegreiflich aufs schwerste“. Er begründete sein Anrecht auf die Stelle als Museumsdirektor unter anderem mit der Aussage, dass er in seiner „freien Zeit den ganzen schwierigen Komplex des Einbaues des Landesmuseums in die nationalsozialistische Bewegung auf das gründlichste durchgearbeitet [habe], um gleich von vornherein den Anforderungen der Zukunft gewachsen zu sein“. Als Zwischenlösung sah Nissen lediglich die Berufung zum Museumsdirektor neben Geisberg und auch nur dann, wenn eine Abgrenzung der Arbeitsgebiete gegeben war.
1934 wurde Max Geisberg  für ein wissenschaftliches Projekt freigestellt, sodass Nissen zunächst kommissarisch und ab dem 1. Juli 1937 offiziell die Leitung des Landesmuseums innehielt. Unter seiner Direktion kam es zu einem personellen Ausbau, der Ausweitung der Öffnungszeiten des Lesesaals und der Bibliothek und es wurden vermehrt Führungen durch das Museum angeboten sowie Sonntagsvorträge in enger Zusammenarbeit mit der NS-Kulturgemeinde durchgeführt.
Neben diesen Tätigkeiten war Nissen ebenfalls als Fachberater für Kunstfragen für den NSDAP Gau Westfalen Nord und ab 1936 auch als Museumspfleger beim Deutschen Museumsbund für die Überprüfung der Ausrichtung für Heimatmuseen aktiv. Er war ebenso Gaureferent der Reichskammer der bildenden Künste.
Schon am 4. November 1939 wurde Nissen in den aktiven Wehrdienst bei der Luftwaffe eingezogen. Seine Dienstpflichten gingen zunächst an den Direktorialassistenten Theodor Riewerts über, bevor dieser ebenfalls einberufen wurde und letztendlich Max Geisberg, aus dem Ruhestand zurückkehrend, erneut die Leitung des Museums übernahm.
Nissen gab später an, ab 1944 in Kriegsgefangenschaft gesessen zu haben und am 12. August 1945 aus dieser entlassen worden sein. Bereits am nachfolgenden Tag der Entlassung meldete er sich dem Museum direkt wieder zur Arbeit verfügbar. Erst im Oktober 1945 wurde er entsprechend der Anweisung der Militärregierung Westfalens fristlos entlassen.

### Karriere nach dem Zweiten Weltkrieg

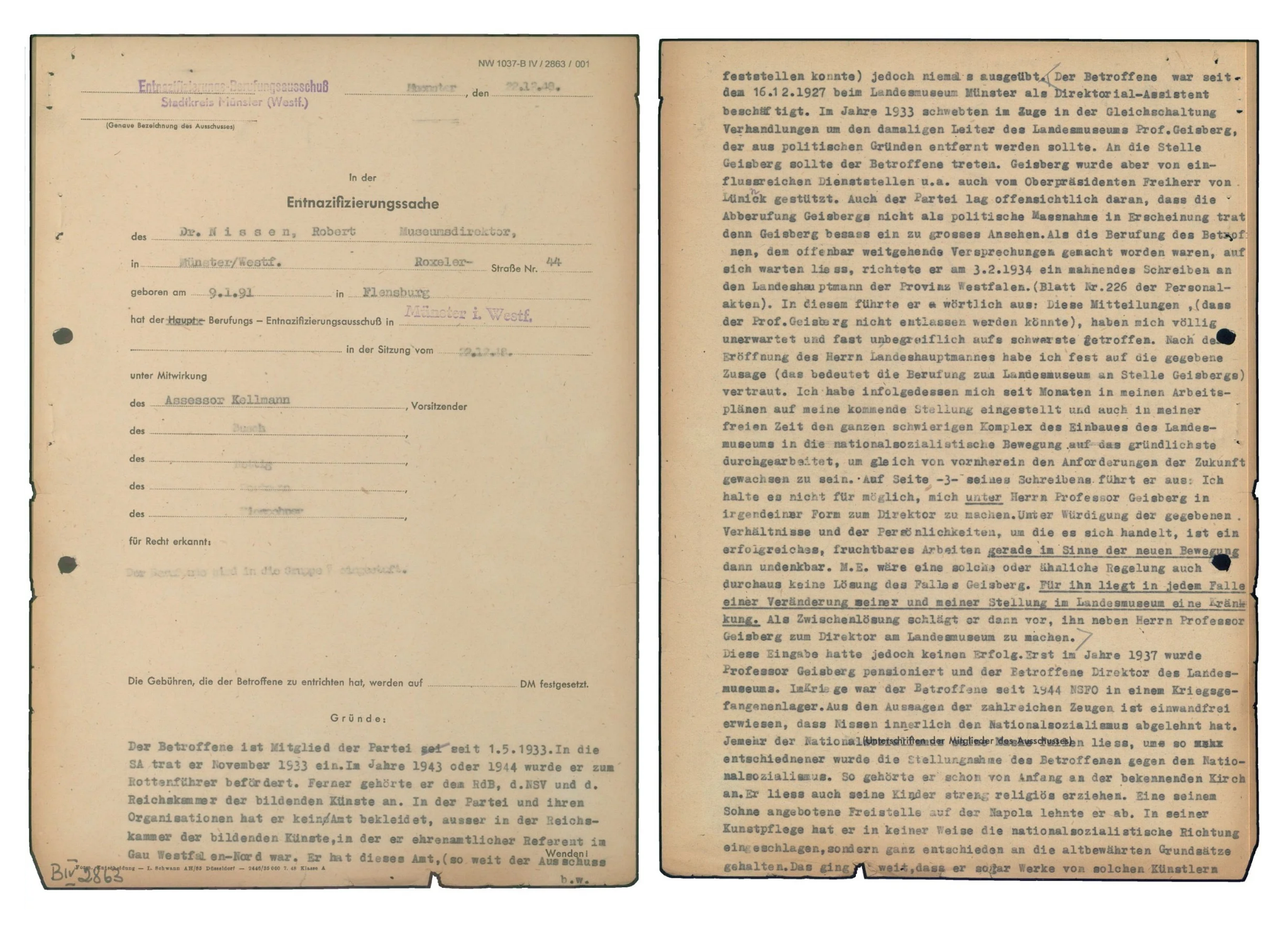
Ausschnitt aus der Entnazifizierungsakte des Museumsdirektors Robert Nissen (Landesarchiv NRW Abt. Rheinland, NW 1037-B/IV Nr. 2863)

Robert Nissen wurde 1947 im laufenden Entnazifizierungsverfahren, aufgrund seiner NSDAP-Mitgliedschaft von 1933 bis 1945 und seiner Aktivität als zuletzt Rottenführer der SA-Reserve von 1933 bis 1945, zunächst in die Kategorie IIIb1 eingeordnet. Auf seinen Widerspruch hin wurde er vom Berufungs-Entnazifizierungsausschuss Münster 1948 dann in Kategorie V eingestuft. Dieses Urteil wurde jedoch nicht bestätigt, sodass eine Neuverhandlung 1949 Nissen rechtskräftig in die Kategorie IV ohne Vermögensbeschränkung einordnete. In seiner Personalakte findet sich ebenfalls eine wohlwollende Beurteilung durch den Bischof Wilhelm Stählin, der seine freundschaftliche Beziehung zu Nissen und die stets treue Verbindung seiner Familie zur Kirche betonte.
Noch im selben Jahr wurde innerhalb der Verwaltung des Provinzialverbandes diskutiert, ob eine Wiedereinstellung des ehemaligen Direktors tragbar wäre. Nissen selbst strebte nicht die Leitungsstelle, sondern die Stelle des zunächst als vermisst geltenden Direktorial-Assistenten Theodor Riewerts an. Letztendlich verweigerte der neue Museumsdirektor Walther Greischel die Wiederübernahme Nissens in das Beamtenverhältnis. Er begründete dies mit der damaligen illoyalen Haltung Nissens gegenüber Geisberg und der Furcht vor einer gestörten Hierarchie im Museum, wenn Nissen sich nun wieder unterordnen müsste. Stattdessen wurde ihm eine Stelle bei der Vereinigung westfälischer Museen angeboten. Greischel hatte die Hoffnung mit dieser Besetzung die Zusammenarbeit mit den westfälischen Museen zu fördern und zu vertiefen. Im Jahr 1949 wurde er zunächst als wissenschaftlicher Berater für die westfälischen Museen der Vereinigung eingestellt, bevor er 1953 bis zu seiner Pensionierung 1956 offiziell mit einem Werkvertrag zum Geschäftsführer der Vereinigung westfälischer Museen bestellt wurde.

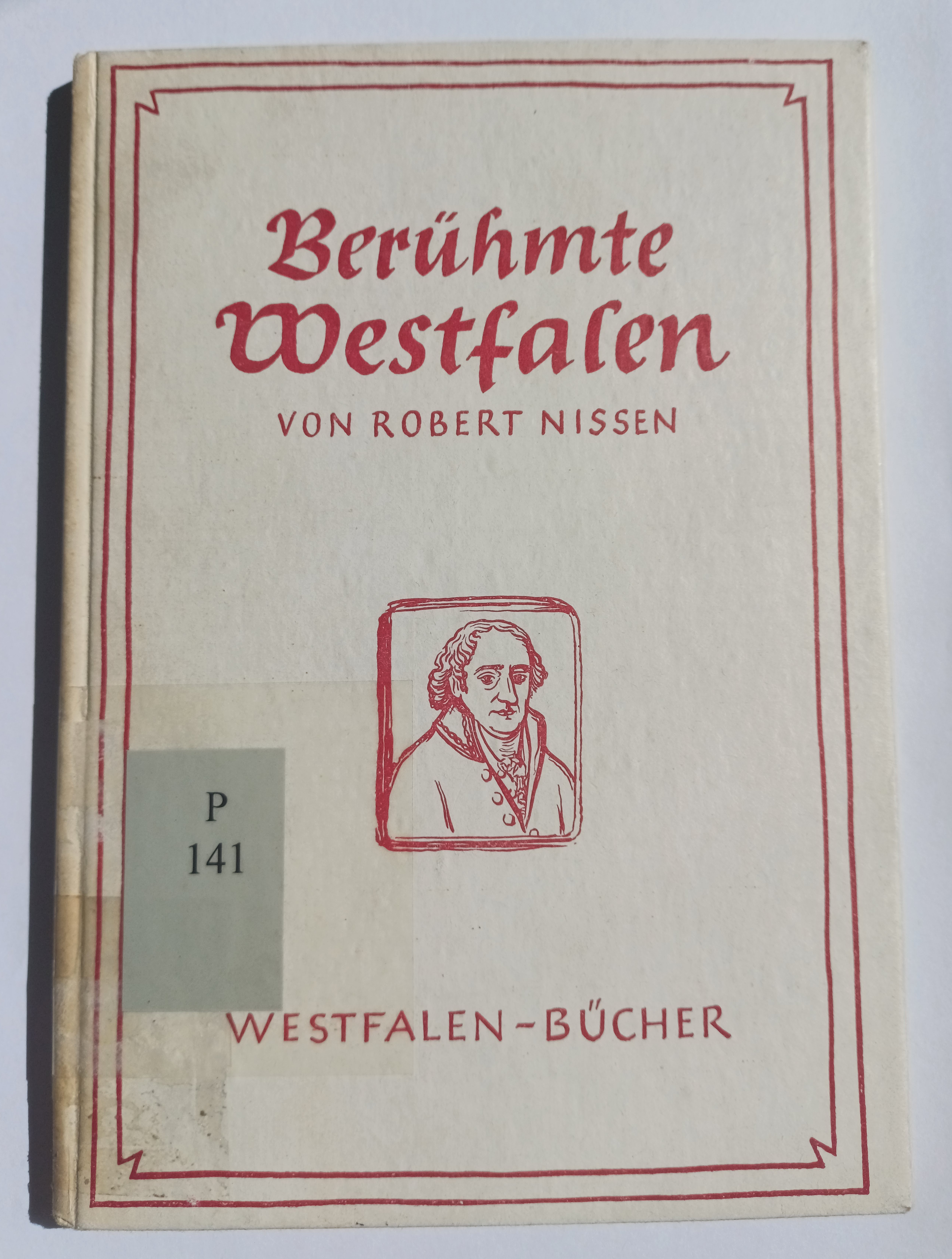
Cover der Veröffentlichung "Berühmte Westfalen" (1957) von Robert Nissen

## Unter Nissen entstandene Ausstellungen (Auswahl)
(Quelle: )
- Berühmte Westfalen (1935)
- Westfälischer Blaudruck (1935)
- Die Wiedertäufer (1935)
- Neue Siedlungen in Westfalen (1937)
- Westfalens Erzieher als Träger heimatgebundenen Kulturwillens (1937)
- Das deutsche Danzig (1937)
- Der Maler Derick Baegert und sein Kreis (1937)
- Meisterwerke holländischer und flämischer Malerei aus westfälischem Privatbesitz (1939)